# Kurt Weber (Kameramann)

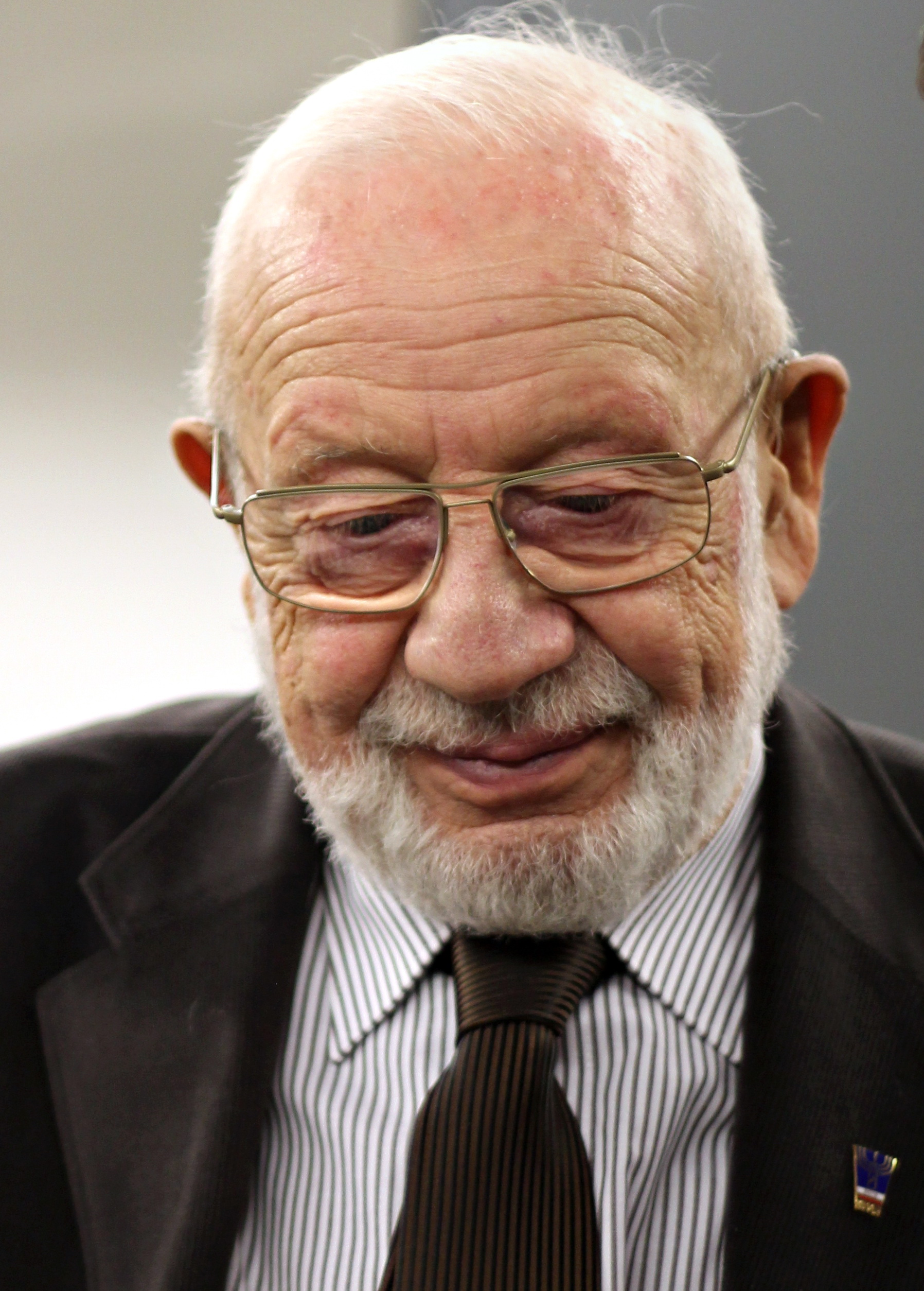
Kurt Weber (2014)

Kurt Weber (* 24. Mai 1928 in Cieszyn; † 4. Juni 2015 in Mainz) war ein polnischer und deutscher Kameramann und Filmregisseur jüdischer Abstammung.

## Leben
Geboren wurde Kurt Weber 1928 als Sohn von Edward Weber (1897–1961), dem letzten Vorsitzenden der jüdischen Gemeinde in Cieszyn.
Nach dem Kriegsausbruch 1939 flüchtete Kurt Weber mit seinen Eltern in das von den Sowjets besetzte Lemberg, 1941 nach dem deutschen Überfall flüchteten sie weiter nach Mittelasien, wo er in Leninabad (Tadschikistan) den Beruf des Filmvorführers erlernte.
Nach dem Krieg kam er nach Polen zurück, siedelte in die Bundesrepublik Deutschland über, kehrte aber bald nach Polen zurück, um den Beruf des Kameramannes in der Filmhochschule in Łodź zu studieren, wurde bald Assistent von Professor Stanisław Wohl.
In Zusammenarbeit mit polnischen Filmregisseuren, u. a. Kazimierz Kutz, Tadeusz Konwicki, Janusz Majewski, Janusz Morgenstern und Aleksander Ścibor-Rylski, schuf er Aufnahmen zu vielen polnischen Filmen.
Nach den antisemitischen März-Unruhen 1968 verließ er Polen und ließ sich in der Bundesrepublik nieder. In Deutschland war er Kameramann in Filmprojekten von Dieter Wedel, Ludwig Cremer, Christian Ziewer, Peter Lilienthal, Egon Monk und anderen.
1979 wurde er zum Professor an der Johannes Gutenberg-Universität Mainz berufen.
Kurt Weber war verheiratet, die Ehe blieb kinderlos. Sein Grab befindet sich auf dem Neuen Jüdischen Friedhof Mainz-Bretzenheim.

## Filme in deutscher Sprache
| Jahr | Titel                                         | Regisseur        |
| ---- | --------------------------------------------- | ---------------- |
| 1970 | Industrielandschaft mit Einzelhändlern        | Egon Monk        |
| 1971 | Oliver                                        | Ludwig Cremer    |
| 1971 | Aufstiegschancen                              | Thomas Fantl     |
| 1972 | Einmal im Leben – Geschichte eines Eigenheims | Dieter Wedel     |
| 1973 | Bauern, Bonzen und Bomben                     | Egon Monk        |
| 1974 | Schneeglöckchen blühen im September           | Christian Ziewer |
| 1975 | Hauptlehrer Hofer                             | Peter Lilienthal |
| 1975 | Die Gewehre der Frau Carrar                   | Egon Monk        |
| 1976 | Alle Jahre wieder – Die Familie Semmeling     | Dieter Wedel     |
| 1977 | Winterspelt 1944                              | Eberhard Fechner |
| 1978 | Mittags auf dem Roten Platz                   | Dieter Wedel     |
| 1979 | Grüß Gott, ich komm von drüben                | Tom Toelle       |
| 1981 | Der Mond ist nur a nackerte Kugel             | Jörg Graser      |
| 1985 | Schwarz Rot Gold                              | Dieter Wedel     |
| 1998 | Der König von St. Pauli                       | Dieter Wedel     |